# チロキシン
チロキシンまたはサイロキシン (Thyroxine) は甲状腺の濾胞から分泌される甲状腺ホルモンの一種であり、同じく甲状腺ホルモンであるトリヨードチロニンの前駆体ともなる修飾アミノ酸で、T4と略記される。
チロキシンは、その99.95%がチロキシン結合タンパク質やアルブミンなどのタンパク質と結合した状態で血液中を運ばれる。血中での寿命はおよそ1週間である。
またチロキシンは代謝量の制御に関わり、成長に影響を与えていることが示されている。
D型の異性体はデキストロチロキシンと呼ばれ、脂質の改質に用いられている。

## 反応経路

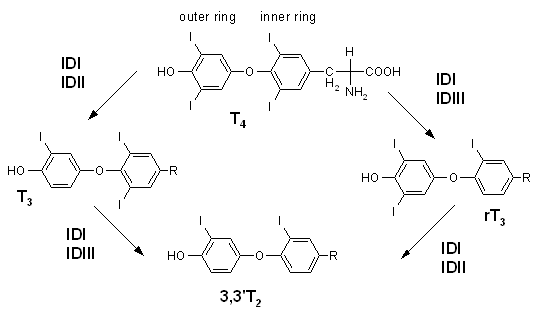

## チロキシン結合グロブリン
チロキシン結合グロブリン(Thyroxine Binding Globulin) は、甲状腺ホルモンの血中輸送タンパク質である。